# Nizozemska

Kraljevina Nizozemska (ali Nizozemska [nizozémska]; nizozemsko Nederland [ˈneːdərlɑnt] ()) je evropska ustavna monarhija z ozemlji tudi izven Evrope. Nizozemska je v severozahodni Evropi in na severu in zahodu meji na Severno morje, na jugu na Belgijo, na vzhodu pa na Nemčijo. Nizozemska je ena najgosteje naseljenih (skoraj 18 milijonov prebivalcev živi na površini 42.000 km²) in zemljepisno nizko ležečih na svetu (18 % površine zavzema voda, precejšen del ozemlja pa je bil »iztrgan« morju in leži nižje od morske gladine) in je znana po svojih mostovih, mlinih na veter, coklah, tulipanih in stopnji družbene strpnosti. Njena liberalna politika se v tujini pogosto omenja. Država gosti tudi Mednarodno kazensko sodišče v Haagu, kjer je tudi administrativno središče s sedežem vlade, kraljičina rezidenca in večina veleposlaništev, čeprav je glavno mesto države Amsterdam. Nizozemsko pogosto napačno imenujejo Holandija, vendar je to le skupno ime za dve njeni glavni provinci (Severna in Južna Holandija). Skupaj z Luksemburgom in Belgijo je del ekonomske unije Beneluks.
Nizozemska je parlamentarna monarhija. V veljavi je ustava iz 17. februarja 1983, ki temelji na ustavi iz leta 1815. Po njej je bila kraljevina sestavljena iz Nizozemske, Arube in Nizozemskih Antilov; po statutu kraljevine iz 29. decembra 1954 so bili vsi trije deli povsem avtonomni in enakopravni, združeni na podlagi skupnih interesov in medsebojne pomoči. Od 10. oktobra 2010 pa je v veljavi nova ureditev države, opisana v poglavju Upravna delitev. Na Karibih so še njene tri konstitutivne dežele Aruba, Curaçao in Sveti Martin, ki skupaj tvorijo Kraljevino Nizozemsko. Nadalje pa k državi spadajo še posebni teritoriji: otoki Bonaire, Sveti Evstahij in Saba. Aktivno in pasivno volilno pravico imajo vsi nizozemski državljani starejši od 18 let.
Od 30. aprila 1980 je na prestolu kraljica Beatrix Wilhelmina Armgard iz rodbine Oranje-Nassau. Prestol se enakopravno deduje po moški in ženski liniji glede na vrstni red rojstva. Kraljica ima pravico razpustiti oba domova parlamenta. Imenuje in odstavlja predsednika vlade ter ministre in ima še druge pristojnosti zakonodajne in izvršilne oblasti. Uradna rezidenca vladarjev je v Haagu, druga rezidenca v Amsterdamu. Dvodomni parlament je sestavljen iz prve in druge zbornice. Sedež parlamenta je v Haagu. Prva zbornica je sestavljena iz 75 članov, ki jih za štiri leta izvolijo parlamenti provinc. Druga zbornica ima 150 poslancev, za štiri leta jih izvolijo na splošnih volitvah po proporcionalnem sistemu. Zakonski predlogi morajo biti sprejeti v obeh provincah, potrditi pa jih mora kraljica. Če ni izrecno določeno drugače, veljajo zakoni le za evropski del kraljevine. Formalno je del izvršilne oblasti tudi Državni svet, dejansko pa je posvetovalni organ kraljice, njegov oddelek deluje tudi kot ustavno sodišče. Predseduje mu kraljica, sestavljajo ga še predsednik in največ 28 članov, ki jih imenuje kraljica.

## Zgodovina
Nizozemska je bila ustanovljena leta 1581 po dolgem boju proti španski nadvladi. Od takrat naprej državo predstavlja kraljeva rodbina. Kraljice in kralji Nizozemske so potomci princa Viljema I. Oranskega, ki je v letih 1572-1581 vodil zmagoviti boj za versko in politično svobodo.
V zlati dobi Nizozemske so pritekala v deželo neznanska bogastva iz daljnih dežel velikanskega nizozemskega kolonialnega imperija. V 17. stoletju je bila središče bančništva, industrije in umetnosti ter vodilna evropska pomorska sila. Pred tem je bila dolga stoletja pod tujo oblastjo.
Od 9. do sredine 16. stoletja so ji zaporedoma vladali francoski kralji, potem burgundski vojvode, ki so jih nasledili Habsburžani in nazadnje španski kralj Filip II.. Protestantski Nizozemci so se uprli katoliškemu španskemu kralju in po 80 let trajajoči vojni dosegli neodvisnost. V samostojni državi, republiki Nizozemski, so se še bolj razcvetele trgovina, kultura, znanost in umetnost, vendar le za dobrih sto let. Vojne z Anglijo in Francijo so državo oslabile in v 18. stoletju je začela stagnirati. Po francoski revoluciji je nastala na njenem mestu Batavska republika, ki pa jo je Napoleon že naslednje leto spremenil v kraljevino in potem priključil Franciji. Z dunajskim kongresom je leta 1815 na ozemlju današnjega Beneluksa nastala kraljevina Združene Nizozemske in po odcepitvi kraljevine Belgije (1831) današnja kraljevina Nizozemska.
V prvi svetovni vojni je Nizozemska ostala nevtralna, med drugo svetovno vojno pa je spet doživela tujo oblast, tokrat nemško. Leta 1957 je bila soustanoviteljica Evropske gospodarske skupnosti in sedaj aktivno sodeluje pri oblikovanju Evropske unije. Njena liberalna politika se v tujini pogosto omenja.

## Upravna delitev
Kraljevina Nizozemska je sestavljena iz štirih 'dežel' (nizozemsko landen), in sicer:
- Nizozemska (12 provinc in 3 posebna območja)
- Aruba (otok v Zavetrnih Antilih)
- Curaçao (otok v Zavetrnih Antilih)
- Sveti Martin (Sint Maarten - južni del otoka v Malih Antilih)

Vse štiri dežele sestavljajo Kraljevino Nizozemsko in so med seboj enakopravne. Nizozemska je v Zahodni Evropi, ostale tri dežele pa v Karibskem morju.
Evropski del Nizozemske je razdeljen na 12 provinc (nizozemsko provincies): 
| Zastava | Provinca                        | Glavno mesto     | Največje mesto | Celotna površina (km²) | Površina kopna (km²) | Prebivalstvo (november 2019) | Gostota (preb./km²) |
| ------- | ------------------------------- | ---------------- | -------------- | ---------------------- | -------------------- | ---------------------------- | ------------------- |
|         | Drenthe                         | Assen            | Emmen          | 2.680                  | 2.634                | 493.449                      | 188                 |
|         | Flevoland                       | Lelystad         | Almere         | 2.413                  | 1.413                | 422.202                      | 299                 |
|         | Frizija Friesland               | Leeuwarden       | Leeuwarden     | 5.749                  | 3.324                | 649.988                      | 196                 |
|         | Gelderland                      | Arnhem           | Nijmegen       | 5.136                  | 4.967                | 2.084.478                    | 420                 |
|         | Groningen                       | Groningen        | Groningen      | 2.960                  | 2.325                | 585.881                      | 252                 |
|         | Limburg                         | Maastricht       | Maastricht     | 2.210                  | 2.148                | 1.118.223                    | 521                 |
|         | Severni Brabant Noord-Brabant   | 's-Hertogenbosch | Eindhoven      | 5.082                  | 4.908                | 2.562.566                    | 523                 |
|         | Severna Holandija Noord-Holland | Haarlem          | Amsterdam      | 4.092                  | 2.662                | 2.877.909                    | 1.082               |
|         | Overijssel                      | Zwolle           | Enschede       | 3.421                  | 3.323                | 1.162.215                    | 350                 |
|         | Južna Holandija Zuid-Holland    | Den Haag         | Rotterdam      | 3.419                  | 2.814                | 3.705.625                    | 1.317               |
|         | Utrecht                         | Utrecht          | Utrecht        | 1.449                  | 1.380                | 1.353.596                    | 981                 |
|         | Zelandija Zeeland               | Middelburg       | Middelburg     | 2.934                  | 1.783                | 383.689                      | 216                 |
| Skupaj  | Skupaj                          | Skupaj           | Skupaj         | 41.545                 | 33.481               | 17.399.821                   | 521                 |

Vse province so nadalje razdeljene na občine, ki jih je skupaj 380 (od 1.januarja 2018), kar je posledica združevanja manjših občin v večje. 
Tri posebna območja (nizozemsko openbare lichamen) so »Otoki BES«. Ti trije otoki so:
- Bonaire (otok v Zavetrnih Antilih)
- Sveti Evstahij (Sint Eustatius) (otok v Malih Antlih)
- Saba (otok v Malih Antilih)

Nahajajo se v Karibskem morju in niso del nobene province, čeprav spadajo pod evropski del Nizozemske.

## Država in politična ureditev
Po ustavi spada Kraljevina Nizozemska med evropske ustavne monarhije. Spomladi 2013 je kraljica Beatrix svoj prestol predala sinu Willem-Alexandru. Kralj ni samo predstavnik države, temveč sodeluje tudi pri oblikovanju vlade in s svojim državnim svetom lahko vpliva na zakonodajo. Zakonodaja je seveda večinoma v rokah vlade in parlamenta. Ta se imenuje Generalstaaten (Generalni stanovi), ime izvira iz časov burgundske Nizozemske, ko se je leta 1464 prvič sestalo splošno (generalno) zastopstvo stanov, in leta 1814 ga je takratni parlament prevzel. Parlament ima dve zbornici. Senatorje (skupno 75) za prvo zbornico izvolijo za šest let deželni zbori enajstih pokrajin (provinc), 150 poslancev druge zbornice pa izvoli za štiri leta ljudstvo na neposrednih volitvah. Druga zbornica lahko spreminja zakonske predloge vlade ali tudi sama daje pobude Za zakone, senatorji v prvi zbornici pa lahko predlagani zakon samo potrdijo ali v celoti zavrnejo.
Na razmejevanje strank in združevanje državljanov so dolgo odločilno vplivala verska in družbenopolitična nasprotja. Posledica delovanja dveh različnih verstev je predvsem večstrankarska ureditev. Tako so katoliki in protestanti ustanavljali vsak svoje stranke, sindikate, podjetniška združenja, kmečke zveze itd. Iz nasprotovanja verskim strankam sta nastali liberalna stranka in delavska stranka, ki sta sicer zastopali različne razredne koristi, vendar sta se skupno zavzemali za ločitev posvetno-državnega in cerkveno-veroizpovednega področja. V zadnjih desetletjih pa so napetosti med velikimi skupinami vedno bolj izginjale. Krščanski stranki sta se združili v Krščansko-demokratični apel (CDA), s čimer je oslabelo dosedanje nasprotje med protestantskim in rimskokatoliškim deležem v delitvi strank. Socialnodemokratska delavska stranka (PvdA) se zmeraj bolj odpira še drugim socialnim skupinam volivcev. Tudi sindikati in delavske organizacije so se začeli povezovati. Nova družbena gibanja in državljanske pobude pa so poskrbeli za novo pisanost nizozemskega političnega življenja.

## Gospodarstvo
Po drugi svetovni vojni se je Nizozemska razvila iz večinoma kmetijske v močno industrijsko državo. Ugodne izhodiščne možnosti: nizki stroški, nizke cene nepremičnin in razvita infrastruktura so spodbudile vlaganja in v petdesetih letih povzročile pospešen gospodarski razvoj. Gospodarska ureditev temelji na načelih svobodnega tržnega gospodarstva, vendar pa država tudi občutno posega v gospodarstvo, na primer z državno pomočjo za izboljševanje gospodarske strukture na manj razvitih območjih. Energetski krizi leta 1973 in 1979 sta tudi na Nizozemskem povzročili precejšen gospodarski upad, po katerem si dežela še dolgo ni opomogla. Nizozemska nima svojih surovin (razen zemeljskega plina) in je odvisna od neoviranega trgovanja s tujino. Najpomembnejše trgovske partnerice so članice Evropske unije.
Nizozemska ima na voljo le malo kmetijskih površin, kljub temu pa ima kmetijstvo že dolgo zelo velik gospodarski pomen. Poglavitni pridelki so žito, krompir, pesa in vrtnine. Nizozemci so posebno uspešni pri pridelavi rezanega cvetja in čebulic. Zaščitni znak nizozemskega cvetličarstva je že od nekdaj tulipan. V 16. stoletju so ga uvozili iz Azije in kmalu se je pridelovanje tulipanov in njihovih čebulic izredno razvilo. Doslej so vzgojili več kot 6000 različnih sort. Tulipane in druge cvetlice, na primer hijacinte in njihove čebulice izvažajo po vsem svetu. Veliko cvetic pridelajo v steklenjakih. Na Nizozemskem je s steklom prekritih več tisoč hektarov obdelovalne zemlje, česar ne premore nobena druga dežela. V steklenjakih pridelujejo poleg cvetlic in njihovih čebulic še paradižnike, kumare in jagode. Malo manj znana je uspešnost Nizozemcev pri gojenju šampinjonov, dežela je po izvozu svežih šampinjonov prav na vrhu svetovne lestvice. Približno dve tretjini skupne vrednosti kmetijske pridelave dajeta živinoreja in mlekarstvo. Izredno pomemben izdelek je sir, večino ga izvozijo in holandski sir velja po vsem svetu za pojem kakovosti. Za domačo živilsko industrijo in izvoz je velikega pomena tudi obrežno in globokomorsko ribištvo. Vsako leto ulovijo okoli pol milijona ton rib (predvsem sledov, skuš, trsk, listov) in školjk.
Nizozemska industrija je bila med vodilnimi v Evropi, vendar je zaradi krize v sedemdesetih letih ta položaj izgubila. V skoraj vseh gospodarskih panogah se je zmanjšalo število zaposlenih in brezposelnost je v osemdesetih letih močno presegala mejo desetih odstotkov. Gospodarstva ni zajel samo upad konjunkture, temveč globoka strukturna kriza, zaradi katere se je začelo dolgotrajno prestrukturiranje. V krizi so se znašle številne desetletja uspešne panoge. Položaj ladjedelništva, na primer, je postal naravnost obupen zaradi vzhodnoazijske konkurence so se nizozemske ladjedelniške zmogljivosti morale med letoma 1975 in 1985 zmanjšati za polovico, število zaposlenih pa je upadlo s 36.000 na 12.000. Država je priskočila na pomoč s subvencijami, da bi ne bilo treba popolnoma opustiti gradnje trgovskih in potniških ladij. Nekatere panoge, recimo kemična industrija, predelava nafte in pridobivanje zemeljskega plina, pa se močno razvijajo. Največ prometa dosegajo živilska in kemična industrija, pridobivanje zemeljskega plina, naftna in elektrotehnična industrija ter izdelava strojev. Za zadovoljevanje energetskih potreb industrije so posebnega pomena domače zaloge zemeljskega plina, ki znašajo po ocenah okoli 2 bilijona kubičnih metrov. Po obsegu zalog zemeljskega plina je torej Nizozemska na drugem mestu v Evropi, takoj za Norveško. Največja nizozemska ležišča so blizu Groningena in pod Severnim morjem.
Nizozemska je že zdavnaj znala izrabiti prednosti, ki jih prinaša lega ob Severnem morju in spodnjem toku plovnega Rena. Razvila je pristanišče Rotterdam, ki je s podaljškom Europoort zdaj po obsegu pretovorjenega blaga vodilno pristanišče na svetu in največje naftno prečrpališče v Evropi Sedaj pretovorijo v rotterdamskem pristanišču več kot četrt milijarde ton blaga; kakšna tretjina te količine odpade na nafto. Zaradi povezave z evropskimi notranjimi plovnimi potmi je Rotterdam postal najpomembnejše uvozno in izvozno pristanišče za evropsko železarstvo in jeklarstvo.

## Ljudje
Nizozemci so narod, ki je nastal v stoletjih z zlivanjem Frizov, Sasov in Spodnjih Frankov. Nizozemščina se je razvila iz starospodnje nemščine in je od 17. stoletja samostojen knjižni jezik. V severni Belgiji imenujejo nizozemščino flamščina. Frizi, ki živijo večinoma v pokrajinah Frizija in Groningen, so ohranili samostojen jezik, uradno priznano zahodno frizijščino. Toda ne samo po jeziku, tudi po običajih in šegah se Frizi precej ločijo od prebivalcev drugih nizozemskih pokrajin. Na nizozemskem prevladujeta dve veri: protestantska in katoliška. Ostra nasprotja med protestantizmom in katolicizmom segajo daleč nazaj, v čas osvobodilnih bojev v 16. in 17. stoletju, ko so se protestantske pokrajine bojevale proti katoliškim španskim okupatorjem. Danes je večino sporov med verama že pozabljenih.
Po letu 1949 je iz nekdanjih nizozemskih kolonij prišlo priseljencev. Največ je bilo Surinamcev iz nekdanje kolonije Surinam na severovzhodu južne Amerike. V sedemdesetih letih so z nenavadnimi akcijami opozarjali na svojo drugačnost Molučani, ki so prišli z azijskega otočja Moluki v nekdanji koloniji Nizozemska Indija. Zato si je vlada začela prizadevati, da bi se Molučani bolj vključevali v nizozemsko družbo in hkrati imeli boljše možnosti za ohranitev kulturne samobitnosti.

## Demografija

### Prebivalstvo
Nizozemska ima 16.491.461 prebivalcev, kar jo z 393 prebivalci na km², uvršča med najgosteje poseljene države na svetu. Pričakovana življenjska doba je 78,96 let.
Nizozemska je izrazita država priseljencev. 80,9 % prebivalcev se šteje med Nizozemce, 2,5 % med Indonezijce, 2,4 % med Nemce, 2,2 % kot Turke, ter 2 % kot Surinamce in Maročane. Belcev je približno 87 %.
Nizozemci (moški) so s povprečno višino 185 cm, najvišji v Evropi.

### Vera
Država se statistično uvršča med vrh tistih držav, ki imajo najnižje število versko usmerjenih prebivalcev. S 27 % je najmočnejša katoliška veroizpoved, sledi ji protestantska z 17 %. Hindujcev je v državi 1,3 %, Budistov pa 1 %, kar je posledica priseljevanja.
Zaradi množičnih imigracij v državo, ima islamska veroizpoved skoraj 6 % delež med verujočimi. Z nadaljnjimi imigracijami in visoko stopnjo rodnosti, se ta odstotek še povečuje.

## Mesta
Nizozemska je ena najgosteje naseljenih držav na svetu. Na vsak kvadratni kilometer pride več kot 360 ljudi. Tudi delež v mestu živečih prebivalcev je zelo velik. Mestne oblike poselitve so na gosto prepredle zlasti ravne nižine, zato je tam skoraj popolnoma izginil podeželski način življenja. Zaradi velike osredotočenosti trgovine, industrije in ladjarstva, pa tudi zaradi ugodne povezovalne lege med zelo industrializiranim evropskim zaledjem in morjem so mesta na območju provinc južna Holandska, Severna Holandska in Utrecht tako narasla, da se zdaj med seboj dotikajo. Tako je na okoli 70 kilometrov dolgem in 60 kilometrov širokem ozemlju nastal velik splet mest, tako imenovani Randstad. V njem živi okoli 30 odstotkov vsega nizozemskega prebivalstva na samo desetini vse državne površine. Randstad, ime je leta 1930 skoval ustanovitelj nizozemske letalske družbe KLM AlbertPelsman, je sestavljen iz več središč, ki imajo različne vloge. V Den Haagu so osredotočene državne upravne naloge (tu je sedež vlade), Rotterdam je značilno pristaniško mesto z veletrgovino, ladjedelništvom in sodobno veliko industrijo, Amsterdam (v njem zaseda parlament) pa se je razvil predvsem v denarniško in kulturno središče dežele. Sredi mestnih središč pa se nahaja ozemlje za kmetovanje.
Vzpon nizozemskih mest se je začel v poznem srednjem veku z razcvetom trgovanja med
Flandrijo, Anglijo in nemškimi trgovskimi mesti. Zaradi razvoja tkalstva, izdelovanja fajanse in ladjedelništva so od 15. do 17. stoletja nastajala pomembna trgovska naselja, recimo Leiden, Delft, Gouda in Haarlem. V najpomembnejša poslovna središča pa so se razvila pristaniška mesta, predvsem Amsterdam, Edam in Rotterdam.

### Amsterdam
Amsterdam, največje mesto in prestolnica Nizozemske, je mednarodno pomembno trgovsko središče. Mesto je zgrajeno na neštetih globoko v tla zabitih lesenih stebrih, ki so omogočili zidavo značilnih nizozemskih mestnih hiš na močvirnem zemljišču. Glavna ulica, Damrak, se končuje na nekdanjem amsterdamskem tržnem prostoru, imenovanem Dam. Ob njem stojita kraljevi dvorec in Nova cerkev (Niuewe Kirk), ki jo hkrati uporabljajo za galerijo. Podaljšek Damraka je Rokin, s
trgovinami in restavracijami obrobljena ulica, ki se konča na Kovniškem trgu (Muntplein). Od tu se odpira pogled na glavno amsterdamsko turistično privlačnost, na Rembrandtov trg (Rembrandtsplein). Zahodno od Damraka poteka nakupovalna ulica Kalverstraat. Na Leidenskem trgu (Leidseplein) je večina amsterdamskih kinematografov, Mestno gledališče (Stadsschouwburg) in velik del več kot 1200 amsterdamskih barov in točilnic. Pozimi pripravijo tam celo umetno drsališče. Samo nekaj sto metrov naprej proti jugu je muzejska četrt z državnim muzejem Rijksmuseum, v katerem je na ogled Rembrandtova Nočna straža, in muzejem Van Gogha. Nasproti Državnega muzeja je svetovno znana koncertna dvorana Concertgebouw. Zahodno od muzejske četrti poteka Hoofstraat s številnimi prodajalnami oblačil in čevljev.
Kot javni prevoz v mestu se uporabljajo tramvaji in avtobusi. Veliko Amsterdamčanov pa se vozi s kolesom. Za staro mestno jedro so značilne ozke in visoke mestne hiše. Take hiše so gradili nekdanji varčni trgovci, da so plačevali kar najmanj davka, odmerjenega takrat po razsežnosti pročelja in širini vrat. Okraj Jordaan je bil načrtovan za bivališče uslužbencev velikih poslovnih hiš ob kanalih. Prepredajo ga številne tlakovane uličice, v katerih se gnete nešteto majhnih točilnic, trgovin in obrtnih delavnic.

### Den Haag
Zgodovina mesta se je začela z letom 1250, ko je Viljem, grof Holandske in nemški kralj, razglasil lovski dvorec grofov Holandske za kraljevi sedež. Uradno ime mesta Den Haag je s'Gravenhage in pomeni »Grofov log«, ki označuje gozdiček, ki je obdajal lovski dvorec. Zdaj je Den Haag upravno središče pokrajine Južna Holandija, prebivališče kraljevske družine in sedež nizozemske vlade. Mesto velja za eno najbolj negovanih in imenitnih evropskih mest, hkrati pa je sedež uglednih mednarodnih ustanov, in sicer Mednarodnega sodišča, Združenih narodov in Stalnega razsodišča. Središče Den Haaga je slikovit štirioglat trg, okoli katerega so nanizane palače. V osrednji palači je Viteška dvorana (Ridderzaal), v kateri kraljica vsako leto slovesno odpre zasedanje parlamenta. Blizu nekdanje kraljevske rezidence je kraljeva galerija Mauritshuis, ki ima dragoceno zbirko slik starih holandskih mojstrov in največjo nizozemsko zbirko Rembrandtovih del. V osrčju starega mesta je Groenmarkt (Zelenjavni trg) s starim rotovžem iz 16. stoletja in Veliko cerkvijo (Grote Kerk) iz 15. in 16. stoletja. Med številnimi muzeji izstopata muzeja Mesdag s Francoskimi in nizozemskimi likovnimi umetninami ter Mestni muzej z največjo zbirko del Pieta Mondriana na svetu. V gaju Haagse Bos je nekdanji zabaviščni dvorec Huis Ten Bos, občasno bivališče kraljevske družine.

### Utrecht
Glavno mesto province enakega imena je v delti Rena ob kanalu Amsterdam-Ren na meji med maršami in greesti. Utrecht je središče cestnega in železniškega omrežja ter se je zato razvil v središče notranje trgovine s pomembnimi sejmi. Od leta 48 je bilo tu rimsko oporišče Traiectum ad Rhenum. Utrecht je eno najstarejših nizozemskih mest, od leta 695 je sedež škofije (zdaj je sedež edine rimskokatoliške nadškofije in metropolije v državi s kardinalom na čelu) in je že v srednjem veku slovel kot slikovito mesto s številnimi cerkvami in samostani. Z vodnimi jarki obdano in s kanali prepredeno mesto, polno hiš z okrašenimi zatrepi, pritegne vsako leto nešteto turistov. Razpoznavno znamenje Utrechta je gotska stolnica Sv. Martina s 112 m samostojno stoječim zvonikom, ki je najvišjim na Nizozemskem. Z zvonika je čudovit razgled na mesto in okolico. Blizu stolnice je univerza, ki je bila ustanovljena leta 1636 in je zdaj ena največjih v državi. Tako kot vsa nizozemska mesta je tudi to znano po muzejih, znan so zlasti: Osrednji muzej, Nadškofijski muzej, Nizozemski muzej glasbenih skrinjic in lajn ter Nizozemski železniški muzej.

### Delft
Delft leži med Den Haagom in Rotterdamom v provinci Južna Holandska. Ustanovili so ga v 11. stoletju in je leta 1246 dobil mestne pravice. Že v srednjem veku je veljal za cvetoče trgovsko središče, v katerem sta bila doma suknarstvo in pivovarstvo. Velik razcvet pa je dosegel zlasti v 17. in 18. stoletju zaradi slovitih porcelanskih izdelkov. Delftsko modro, nekoč najbolj cenjeno fajanso na svetu, izdelujejo še zdaj v dveh manufakturah po starih vzorcih. Hkrati je tu delovala delftska slikarska šola Jana Vermeera in Jana Steena. Mesto je v velikem obsegu ohranilo arhitekturno bogastvo iz teh časov in velja za eno najlepših nizozemskih mest. Na trgu sredi starega mesta je gotska Nieuwe Kerk (Nova cerkev) z nagrobnikom Viljema I. Oranskega, utemeljitelja nizozemske neodvisnosti. Čisto blizu sta rotovž s čudovitim renesančnim pročeljem ne slikami iz 16. do 18. stoletja ter cerkev Oude Kerk iz 13. stoletja. V Prinčevem dvorcu, v katerem je Viljem Oranski živel od leta 1573 in bil leta 1584 umorjen, je zdaj muzej.

## Izsuševanje morja
Ena največjih znamenitosti Nizozemske so polderji. Silni napori celih rodov kmetov, inženirjev, preprostih kopačev jarkov in domiselnih iznajditeljev so omogočili osušitev kake polovice Nizozemske. Koder so se nekoč razprostirala močvirja in plitva rečna ustja so nastali tisoči hektarov plodne zemlje. In še vedno nenehno pridobivajo nova zemljišča. Obalne valovite peščene sipine, ki ločujejo kopno od morja, slabo varujejo zemljo pred razdiralno silo viharjev, bibavice in tokov. Zato Nizozemci ob vsej obali skrbno utrjujejo naravne varovalne nasipe, deloma s čvrsto grajenimi nasipi in lomilci valov, deloma z ohranjanjem trave in grmičja, ki s koreninami utrjujeta tla in preprečujeta odnašanje zemlje. Polderje oz. polja za nasipi, so prepredli z mrežo prekopov, jarkov in nasipov. Te marše (nižine) ležijo večinoma pod morsko gladino, zato nimajo naravnega odtoka in je treba vse leto umetno uravnavati gladino talnice. Sprva so za to uporabljali vetrne mline, zdaj pa so to nalogo prevzele električne črpalke.